# 東中筋村
東中筋村（ひがしなかすじむら）は高知県幡多郡にあった村。現在の四万十市の南西部、土佐くろしお鉄道宿毛線・国見駅の周辺にあたる。

## 地理
- 山岳：大塔山
- 河川：中筋川

## 歴史
- 1889年（明治22年）4月1日 - 町村制の施行により、国見村・森沢村・楠島村・荒川村・江ノ村の区域をもって発足。
- 1954年（昭和29年）3月31日 - 中村町・下田町・東山村・蕨岡村・後川村・八束村・具同村・富山村・大川筋村・中筋村と合併して中村市が発足。同日東中筋村廃止。

## 交通

### 鉄道路線
現在は旧町域に土佐くろしお鉄道宿毛線の国見駅が所在するが、当時は未開業。

### 道路
- 国道197号（現・国道56号）